# Dicumarol
Dicumarol és un anticoagulant el mecanisme d'acció del qual és l'antagonisme amb la vitamina k (similar a la warfarina. Va ser el primer anticoagulant oral aïllat, i també, el primer a usar-se en clínica. Tanmateix en l'actualitat s'usa relativament poc, a causa de la seva absorció lenta i erràtica i, on en molts casos, ha arribat a generar reaccions adverses gastrointestinals. També és usat en experimentació bioquímica com a inhibidor de les reductases.
És un derivat de la cumarina.
S'administra en dosi de manteniment de 25 a 200 mg/dia.